# Cubatão
Cubatão ist eine Industriestadt im brasilianischen Bundesstaat São Paulo. Cubatão ist Teil der Metropolregion Baixada Santista um die knapp 15 km südöstlich gelegene Hafenstadt Santos. Die Distanz zur Staatshauptstadt São Paulo beträgt rund 50 km. Die Gemeinde hatte nach offizieller Schätzung im Jahr 2018 rund 130.000 Einwohner auf einer Fläche von 142 km², was einer Bevölkerungsdichte von 830 Personen pro Quadratkilometer entspricht.
Die Stadt beherbergt beispielsweise Stahl- und Chemieindustrie sowie Ölraffinerien. Bis in die 1980er Jahre hat sich Cubatão den Ruf als eine der am stärksten industriell verschmutzten Städte der Welt erworben.

## Geografie
| Gemeinden der Metropolregion Baixada Santista | Gemeinden der Metropolregion Baixada Santista | Gemeinden der Metropolregion Baixada Santista |
| --------------------------------------------- | --------------------------------------------- | --------------------------------------------- |
| - Bertioga - Cubatão - Guarujá                | - Itanhaém - Mongaguá - Peruíbe               | - Praia Grande - Santos - São Vicente         |

## Geschichte
Die Gemeinde wurde 1948 durch Landesgesetz gegründet.

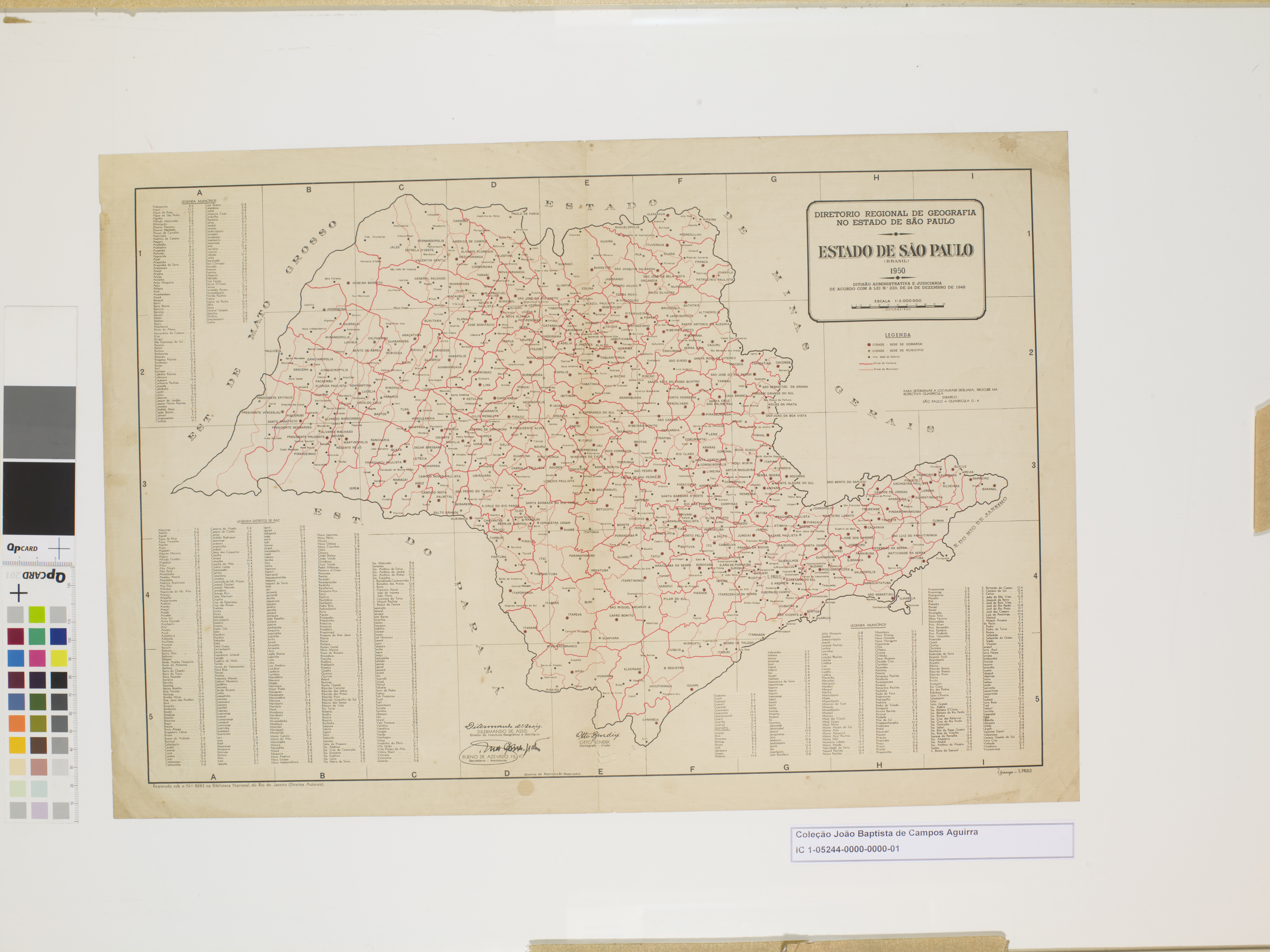
Karte des Bundesstaates São Paulo (1948).

## Persönlichkeiten
- Adiel de Oliveira Amorim (* 1980), Fußballspieler
- Denis Viana da Silva (* 1986), Fußballspieler
- Waguininho (* 1990), Fußballspieler
- Ademilson Braga Bispo Junior (* 1994), Fußballspieler